# Trespass (filme de 1992)
Trespass (prt Predadores) é um filme estadunidense de 1992, do gênero ação e suspense, dirigido por Walter Hill.

## Sinopse
Vince e Don são dois bombeiros do Arkansas. Eles descobrem um mapa do tesouro que os leva a um local que é uma fábrica abandonada onde vivem um mendigo e um grupo de negros. Quando o grupo descobre sobre o ouro, a violência toma conta da fábrica.